# Fibuloides wuyiensis
Fibuloides wuyiensis là một loài bướm đêm thuộc họ Tortricidae. Nó được tìm thấy ở Trung Quốc (Phúc Kiến).